# 里迪冰川
里迪冰川（英語：Reedy Glacier）是南極洲的冰川，位於西面的毛德王后山脈和東面的霍利克山脈，長約160公里、寬10至19公里，發源自南極高原，最終注入羅斯冰架。
85°30′S 134°00′W / 85.500°S 134.000°W